# Elmo Francfort

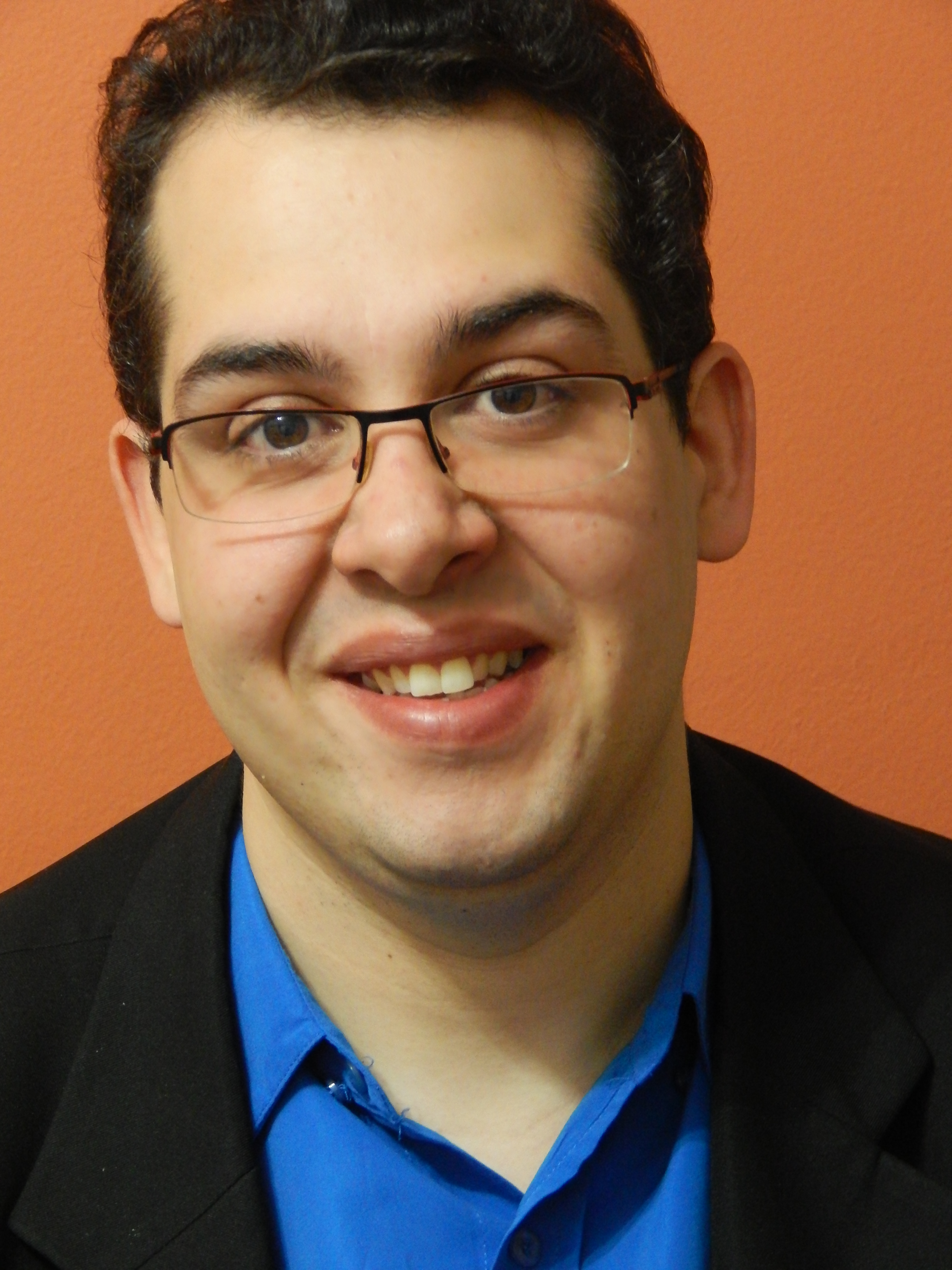
Elmo Francfort

Elmo Francfort Ankerkrone (15 de abril de 1982) é consultor de TV, escritor, pesquisador, radialista e jornalista. Já foi coordenador de comunicação, escritor, roteirista e produtor.
Até março de 2018 foi responsável pelo Museu da TV - na Internet, pelo Centro de Memória da Pró-TV e pela curadoria do acervo da Pró-TV - Associação dos Pioneiros, Profissionais e Incentivadores da Televisão Brasileira, em que esteve de 2001 a 2018. Em 19 de junho de 2021, passou a dirigir o coletivo que herdou o acervo da associação, sob o nome de Museu da TV, Rádio & Cinema.
É um dos diretores da Francfort Comunicação, agência de broadcast marketing, fundada em 2007.
Em  14 de Abril de 2008 lançou o livro "Rede Manchete: Aconteceu, Virou História", que fala sobre a trajetória da extinta TV Manchete.
Em 25 de janeiro de 2010 Elmo lançou o livro "Avenida Paulista, 900: A História da TV Gazeta", contando a história da TV Gazeta de São Paulo. O evento fez parte das comemorações dos 40 anos da emissora. Elmo foi também produtor executivo deste projeto, que além do lançamento do livro (no hall do Teatro Gazeta, na Avenida Paulista), contou com transmissão ao vivo pela emissora durante o "Todo Seu" (programa apresentado por Ronnie Von, em que posteriormente Francfort passou a ser o roteirista da atração), chuva de fogos e uma exposição alusiva ao tema. No dia anterior foi ao ar o especial "Gazeta 40 Anos", exibido por temas nas últimas quatro sextas-feiras e em formato de boletins no Jornal da Gazeta e nos intervalos da emissoras em formato de pílulas televisivas. O "Gazeta 40 Anos" teve produção executiva, pesquisa e reportagens de Elmo Francfort, como editor-chefe Hélio Jacintho e direção-geral de Marcos Nascimento. Foi depois, na Fundação Cásper Líbero, roteirista do programa "Todo Seu" (2010) e coordenador do Centro de Memória Cásper Líbero (2012).
Já colaborou com as mais diversas emissoras de rádio e TV. Em 2016 foi consultor da série "Nada Será Como Antes" (Rede Globo), que tem como pano de fundo a história do rádio e da televisão no Brasil.
É autor de outros livros como “No Meu Tempo Era Assim” (In House), “Televisão em 3 Tempos: Três épocas de um Brasil que viu nascer a TV em preto e branco, em cores e digital” (2014) e a biografia conjunta “Gabus Mendes: Grandes Mestres do Rádio e Televisão” (2015), sobre Octávio e Cassiano Gabus Mendes - que comemorou os 65 anos da televisão brasileira, no Memorial da América Latina, em São Paulo, e um dos redatores responsáveis pelo "Almanaque do SBT" (Editora On Line, 2017). Como colaborador, já esteve por trás de mais de 60 publicações sobre a área, muitas consideradas como referência.
Em junho de 2019, lançou o livro “Almanaque dos 50 Anos da TV Cultura” em homenagem ao cinquentenário da TV Cultura.

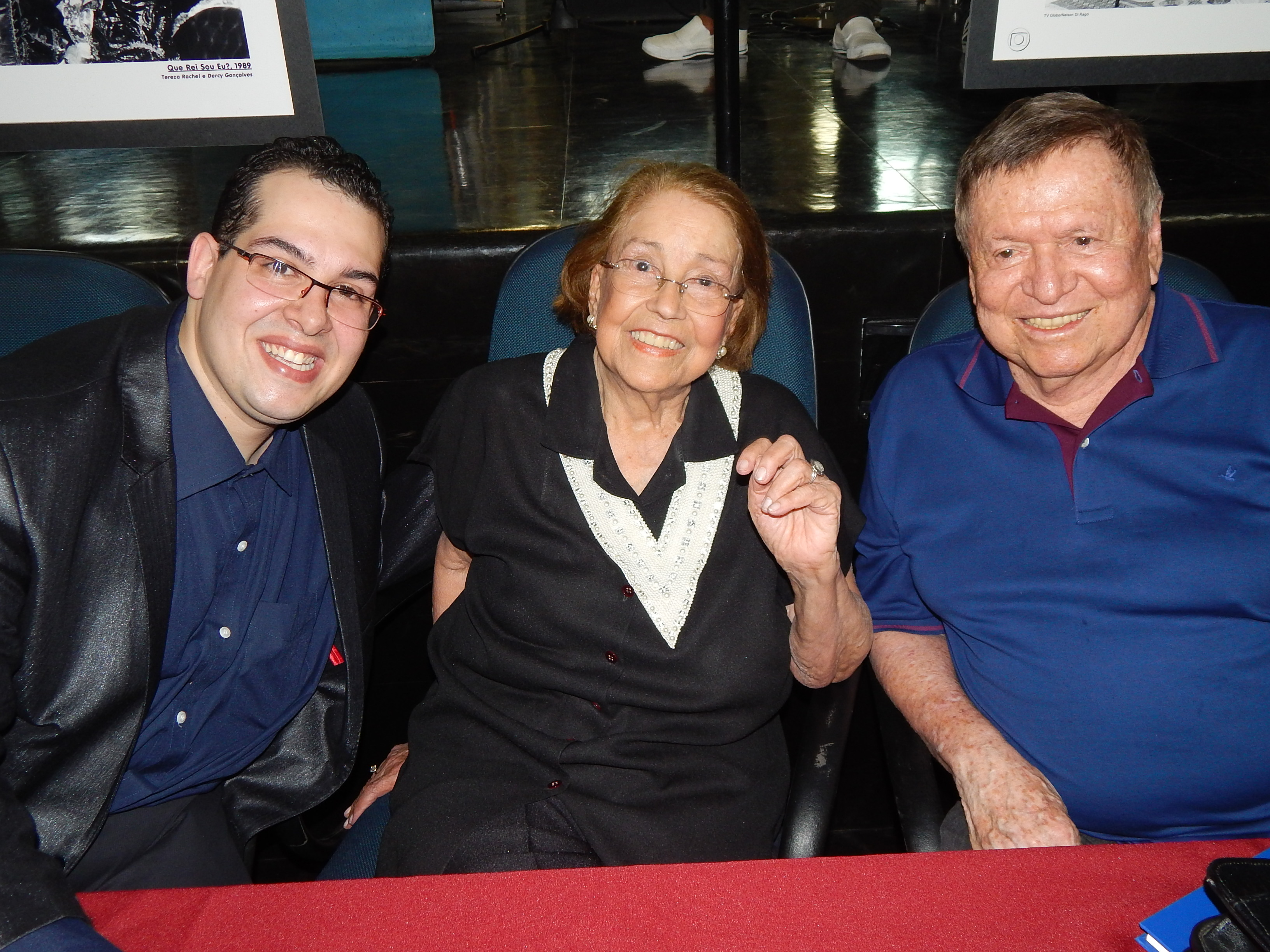
Elmo Francfort, Vida Alves e José Bonifácio de Oliveira Sobrinho (Boni), em 2015

Elmo criou programas como “TV História” (Rede NGT), “Gazeta 40 Anos” (TV Gazeta) e projetos como “60 anos da Telenovela Brasileira” (Rede Globo, que itinerou pelas cinco emissoras próprias e mais 12 afiliadas, de Porto Alegre a Manaus, sempre com a curadoria de Francfort) “Telenovela Brasileira: Viagem ao Mundo da Ficção” (Globo Internacional, presente na Europa) e "Vila Digital" (Pró-TV, em parceria com a Seja Digital, ABERT - Associação Brasileira de Emissoras de Rádio e Televisão e ABRATEL - Associação Brasileira de Rádio e Televisão, exposição realizada para conscientização da implantação do desligamento da TV analógica no país e implantação total da TV digital nacional, com itinerâncias por São Paulo, Ceará e Pernambuco, em 2017). Foi também curador da exposição "60 Anos de TV no Brasil" (Caixa Cultural, na Praça da Sé, 2010) e "Marcos da TV Brasileira" (que itinerou pelo interior de São Paulo, pela Secretaria de Estado da Cultura, de 2009 a 2014) e "Silvio Santos Vem Aí" (MIS - Museu da Imagem e do Som, 2016-2017).Em 2018 e 2019 foi o autor dos textos das exposições 50 Anos de Midia (Unibes Cultural SP) e Entra que lá vem história (Shopping Eldorado SP)
Elmo também foi consultor de Hebe: A Estrela do Brasil, filme e minissérie sobre a vida de Hebe Camargo.
Em 2020,lança  dois livros: A História da Televisão Para Quem Tem Pressa – Do Preto e Branco ao Digital em Apenas 200 Páginas! e “TV Tupi: Do Tamanho do Brasil”, escrito em parceria com o também pesquisador e jornalista Mauricio Viel.
Elmo também coordena o projeto Memória ABERT do projeto TV ANO 70.
É considerado um dos maiores nomes na preservação da memória da comunicação brasileira, com destaque para área de rádio e televisão.
Atualmente dirige o projeto Memória da Mídia, que preserva o passado da mídia nacional e seus reflexos na atualidade.
Em 19 de junho de 2021, Elmo Francfort assumiu a direção do Museu da TV, Rádio & Cinema, órgão criado a partir dos acervos do Museu da TV e do Museu do Cinema Antônio Vittuzzo, agregando também o vasto acervo, de mais de 100 mil peças, ligadas também ao meio Rádio.